# Trần Tường (nghệ sĩ)
Trần Tường (tiếng Trung: 陈翔; bính âm: Chén Xiáng, tên tiếng Anh: Sean Chen, sinh ngày 13 tháng 12 năm 1989 tại Thiên Thủy, Cam Túc, Trung Quốc) là một ca sĩ kiêm diễn viên Trung Quốc đại lục.
Anh nổi tiếng với vai trò một ca sĩ và trở thành một đại diện sáng giá của lớp thần tượng đại lục mới qua vai nam chính Đơn Hàn Phi trong bộ phim thần tượng Runaway Sweetheart - một phiên bản làm lại từ bộ phim truyền hình Nhật Bản "Hanazakari no Kimitachi e" sản xuất năm 2011.

## Sự nghiệp
Năm 2010, Trần Tường tham gia cuộc thi tìm kiếm tài năng Trung Quốc mang tên "Super Boy" (hay thường được biết đến với tên gọi tắt: "快男" (Khoái Nam / Happy Boys)) - một chương trình spin-off của Super Girl và giành được vị trí thứ 5. Đây là bước đệm quan trọng cho anh gia nhập ngành giải trí Trung Quốc.
Anh hiện có khoảng hơn 4,500,000 người hâm mộ trên trang weibo của mình (tính đến tháng 5/2013) và còn tiếp tục gia tăng. Bài hát "Firework" anh góp mặt trong album tổng hợp của Super Boys năm 2010 với tựa đề "My Stage" được nghe 13 tỷ lần - điều này chứng tỏ sự yêu quý mà mọi người dành cho Trần Tường có thể so sánh với Phương Đại Đồng (Khalil Fong) 2 năm trước đó. Mặc dù không giành được chiến thắng mà phải dừng bước ở vị trí thứ 5 nhưng điều này không làm ảnh hưởng đến việc Trần Tường được chọn là nhân tố gây bất ngờ lớn nhất của năm đó.
Năm 2012, anh phát hành album đầu tay mang tên "Confession" sau khi phát hành mini-album cùng tên vào tháng 10/2011 bao gồm các bài hát trong mini-album kèm theo những bài hát mới.
Ngoài lĩnh vực âm nhạc, Trần Tường còn thể hiện tiềm năng của mình qua một số vai diễn. Năm 2011, anh tham gia vào Runaway Sweetheart với vai chính đầu tiên, song hành cùng Trịnh Tịnh Hâm và một số thần tượng khác. Anh cũng tham gia một bộ phim truyện trực tuyến sản xuất năm 2012 do Sohu sản xuất mang tên "Secret Angel" cùng với Kim So-eun và Jang Woo-hyuk.
Cũng có thể nói rằng anh là một chàng trai sinh ra làm nam phụ để khán giả yêu thương(Qua vai diễn Trương Đinh Hạo trong phim Thiếu nữ toàn phong)

## Danh sách các đĩa nhạc

### Đĩa đơn
- Firework (2010)
- Full Moon (2011)
- Let's Date!(2011)
- Dream (2011) (cùng Hồ Hạ và Phó Tân Bác)
- Confession (2011)
- Hide (2011)
- Tree, Trees (Coctree Song) (2011)
- Strictly Come Dancing(2011)
- If I Met You(2011)
- Eighteen Seasons(cùng Dương Dương) (2012)
- Asking Mom (2012)
- Search (2013)

### Album

#### Mini-album
- Confession (2011)
- Flow (2013)

#### Album
- Confession (2012)
- Phá kiển nhi thanh (2014)

## Danh sách phim

### Phim truyền hình
- Hello Summer (2011) vai Đơn Hàn Phi
- Runaway Sweetheart (2011) vai Đơn Hàn Phi
- Hoạch định tình yêu (2012) vai Lâm Vũ Hiên
- Tây Thi tình sử - Hero (2012) vai Triển Như
- Thục nữ chi gia (2013) vai Hàn Văn Lượng
- Bộ bộ kinh tình (2013) vai Hoàng Đệ
- Tân thần điêu đại hiệp (2014) vai Lục Triển Nguyên
- Bức thư tình không tên vai Lý Lạc
- Chế tạo mỹ nhân (2014) vai Võ Mẫn Chi / Hạ Lan Mẫn Chi
- Tình yêu vượt qua ngàn năm (2015) vai Vương Mãng
- Thiếu nữ toàn phong (2015) vai Phương Đình Hạo
- Cuộc mạo hiểm tìm kiếm tình yêu (2016) vai Bạch Trụ
- Thiếu nữ toàn phong phần 2 (2016) vai Phương Đình Hạo
- Tôi không phải là đặc công (Xuyên qua bóng tối đến bình minh) (2016) vai Tiết Vân Tần
- Kỳ tinh kí (2017) vai Bạch Trạch
- Tầm tần kí (2018) vai Hạng Thiếu Long
- Trẻ như chúng ta (2018) vai Cao Hưng
- Yêu em từ dạ dày (2020) vai Thổ Hải Nam Hài

### Phim điện ảnh
- Let's Date! (2011)
- Nhiệt huyết nam nhân bang (2015) vai Triệu Quần
- Secret Angel (2012) vai Han Shi Young

## Tác phẩm khác

### Sách
- ZERO Distance (2010)
- Love In a Fallen City.Light Era of Chen Xiang (2010)
- Sean - Dream Home (2013)

## Giải thưởng
- Nhân tố mới của năm (Rookie of the Year) tại 2011 Billboard Music China.
- Nghệ sĩ mới xuất sắc nhất (Best New Artist) tại 2011 King Hall of Fame.
- Bài hát nổi tiếng do cộng đồng mạng bình chọn (2011 Hit by Netizens) tại 2011 King Hall of Fame.
- Nghệ sĩ mới xuất sắc nhất (Best Newcomer) tại 2011 Oriental Billboard.
- Nghệ sĩ mới xuất sắc nhất (Best Newcomer) tại 2011 Douban Abinai Music Awards.
- Album được yêu thích nhất tại "Bảng xếp hạng âm nhạc Phong Vân" 2015

### Show truyền hình
- Happy Camp
- Chúng ta đều thích cười
- Sina bản đồ ẩm thực
- Bay vào trời xanh
- Đưa ba mẹ đi du lịch
- Niên đại tú
- Nhà trọ thân yêu
- Running man (khách mời)
- Toàn viên gia tốc(mùa 1)